# Campionato europeo A di football americano 2025
Il campionato europeo A di football americano 2025 (in lingua inglese 2025 American Football European Championship - Group A), noto anche come Germania 2025 in quanto disputato in tale stato (semifinali e finali per il podio), sarà la diciassettesima edizione del campionato europeo di football americano per squadre nazionali maggiori maschili organizzato dalla IFAF Europe.
La Svizzera ha ritirato la nazionale a causa di problemi finanziari.

## Squadre partecipanti
Ordinate per data di certezza della posizione raggiunta nel girone di qualificazione.
Sono presenti tutte le nazionali che hanno vinto almeno una volta il titolo europeo (ossia Germania, Svezia, Italia, Finlandia, Francia, Austria e Gran Bretagna).
| Pr. | Squadra       | Data di qualificazione | Qualificata in quanto                        | Ultima partecipazione |
| --- | ------------- | ---------------------- | -------------------------------------------- | --------------------- |
| 1   | Gran Bretagna | 19 ottobre 2024        | 3ª class. nel girone D delle qualificazioni  | Europa 2023           |
| 2   | Svizzera      | 19 ottobre 2024        | 3ª class. nel girone BC delle qualificazioni | Europa 2023           |
| 3   | Finlandia     | 26 ottobre 2024        | 1ª class. nel girone B delle qualificazioni  | Europa 2023           |
| 4   | Italia        | 26 ottobre 2024        | 1ª class. nel girone C delle qualificazioni  | Europa 2023           |
| 5   | Danimarca     | 26 ottobre 2024        | 2ª class. nel girone C delle qualificazioni  | Europa 2023           |
| 6   | Francia       | 26 ottobre 2024        | 3ª class. nel girone B delle qualificazioni  | Europa 2023           |
| 7   | Svezia        | 26 ottobre 2024        | 2ª class. nel girone D delle qualificazioni  | Europa 2023           |
| 8   | Germania      | 26 ottobre 2024        | 1ª class. nel girone D delle qualificazioni  | Austria 2014          |
| 9   | Austria       | 27 ottobre 2024        | 1ª class. nel girone A delle qualificazioni  | Europa 2023           |
| 10  | Serbia        | 27 ottobre 2024        | 3ª class. nel girone A delle qualificazioni  | Europa 2023           |
| 11  | Ungheria      | 27 ottobre 2024        | 2ª class. nel girone A delle qualificazioni  | Europa 2023           |
| 12  | Rep. Ceca     | 27 ottobre 2024        | 2ª class. nel girone B delle qualificazioni  | Europa 2023           |

## Tabelloni
| Tabellone 1º - 4º posto | Tabellone 5º - 8º posto | Tabellone 9º - 12º posto |
| ----------------------- | ----------------------- | ------------------------ |
| Austria                 | Ungheria                | Serbia                   |
| Finlandia               | Rep. Ceca               | Francia                  |
| Italia                  | Danimarca               | Svizzera                 |
| Germania                | Svezia                  | Gran Bretagna            |

|  | Semifinali | Semifinali | Semifinali |  |  | Finale               | Finale               | Finale               |  |
|  |            |            |            |  |  |                      |                      |                      |  |
|  | 1          | Austria    |            |  |  |                      |                      |                      |  |
|  | 1          | Austria    |            |  |  |                      |                      |                      |  |
|  | 12         | Germania   |            |  |  |                      |                      |                      |  |
|  | 12         | Germania   | Segnaposto |  |  |                      |                      |                      |  |
|  |            |            |            |  |  |                      |                      |                      |  |
|  |            |            | Segnaposto |  |  |                      |                      |                      |  |
|  | 2          | Finlandia  |            |  |  |                      |                      |                      |  |
|  | 2          | Finlandia  |            |  |  |                      |                      |                      |  |
|  | 3          | Italia     |            |  |  | Finale 3º - 4º posto | Finale 3º - 4º posto | Finale 3º - 4º posto |  |
|  | 3          | Italia     |            |  |  |                      |                      |                      |  |
|  |            |            |            |  |  |                      |                      |                      |  |
|  |            |            |            |  |  | Segnaposto           |                      |                      |  |
|  |            |            |            |  |  |                      |                      |                      |  |
|  |            |            |            |  |  | Segnaposto           |                      |                      |  |

|  | Semifinali | Semifinali | Semifinali |  |  | Finale 5º - 6º posto | Finale 5º - 6º posto | Finale 5º - 6º posto |  |
|  |            |            |            |  |  |                      |                      |                      |  |
|  | 4          | Svezia     |            |  |  |                      |                      |                      |  |
|  | 4          | Svezia     |            |  |  |                      |                      |                      |  |
|  | 10         | Rep. Ceca  |            |  |  |                      |                      |                      |  |
|  | 10         | Rep. Ceca  | Segnaposto |  |  |                      |                      |                      |  |
|  |            |            |            |  |  |                      |                      |                      |  |
|  |            |            | Segnaposto |  |  |                      |                      |                      |  |
|  | 6          | Danimarca  |            |  |  |                      |                      |                      |  |
|  | 6          | Danimarca  |            |  |  |                      |                      |                      |  |
|  | 9          | Ungheria   |            |  |  | Finale 7º - 8º posto | Finale 7º - 8º posto | Finale 7º - 8º posto |  |
|  | 9          | Ungheria   |            |  |  |                      |                      |                      |  |
|  |            |            |            |  |  |                      |                      |                      |  |
|  |            |            |            |  |  | Segnaposto           |                      |                      |  |
|  |            |            |            |  |  |                      |                      |                      |  |
|  |            |            |            |  |  | Segnaposto           |                      |                      |  |

|  | Semifinali | Semifinali    | Semifinali |            |   | Finale 9º - 10º posto  | Finale 9º - 10º posto  | Finale 9º - 10º posto  |  |
|  |            |               |            |            |   |                        |                        |                        |  |
|  | 5          | Gran Bretagna | -          |            |   |                        |                        |                        |  |
|  | 5          | Gran Bretagna | -          |            |   |                        |                        |                        |  |
|  | 11         | Svizzera      | -          |            |   |                        |                        |                        |  |
|  | 11         | Svizzera      | -          |            | 5 | Gran Bretagna          |                        |                        |  |
|  |            |               |            |            | 5 | Gran Bretagna          |                        |                        |  |
|  |            |               |            | Segnaposto |   |                        |                        |                        |  |
|  | 7          | Francia       |            |            |   |                        |                        |                        |  |
|  | 7          | Francia       |            |            |   |                        |                        |                        |  |
|  | 8          | Serbia        |            |            |   | Finale 11º - 12º posto | Finale 11º - 12º posto | Finale 11º - 12º posto |  |
|  | 8          | Serbia        |            |            |   |                        |                        |                        |  |
|  |            |               |            |            |   |                        |                        |                        |  |
|  |            |               |            |            |   |                        | Segnaposto             | -                      |  |
|  |            |               |            |            |   |                        | Segnaposto             | -                      |  |
|  |            |               |            |            |   | 11                     | Svizzera               | -                      |  |

## Risultati

### Semifinali
| 2025 | Gran Bretagna | - – - (annullata) | Svizzera |  |

| Copenhagen 2 agosto 2025 | Danimarca | – | Ungheria |  |

| 2 agosto 2025 | Svezia | – | Rep. Ceca |  |

| Düsseldorf 25 ottobre 2025, ore 15:00 | Finlandia | – | Italia | Karl-Hohmann-Stadion |

| Krefeld 25 ottobre 2025, ore 19:00 | Austria | – | Germania | Grotenburg Stadion |

| 2025 | Francia | – | Serbia |  |

### Finali

#### Finale 11º - 12º posto
| 2025 | Segnaposto | – (annullata) | Svizzera |  |

#### Finale 9º - 10º posto
| 2025 | Gran Bretagna | – | Segnaposto |  |

#### Finale 7º - 8º posto
| 2025 | Segnaposto | – | Segnaposto |  |

#### Finale 5º - 6º posto
| 2025 | Segnaposto | – | Segnaposto |  |

#### Finale 3º - 4º posto
| Krefeld 28 ottobre 2025 | Segnaposto | – | Segnaposto | Grotenburg Stadion |
| Hallgren 5':08" Q4 ( TD ) 24yd pass from Wessberg Rosenkvist Q4 ( pat ) Marcatori Boni 6':05" Q1 ( TD ) 40yd pass from Zahradka Barbaro Q1 ( pat ) Barbaro 8':39" Q2 ( FG ) 22yd Alinovi 2':20" Q2 ( TD ) 21yd pass from Zahradka Boni 5':33" Q3 ( TD ) 31yd pass from Zahradka Barbaro Q3 ( pat ) Barbaro 7':12" Q4 ( FG ) 19yd |            | |            |                    |
| |            | |            |                    |
| Hallgren 5':08" Q4 (TD) 24yd pass from Wessberg Rosenkvist Q4 (pat) | Marcatori  | Boni 6':05" Q1 (TD) 40yd pass from Zahradka Barbaro Q1 (pat) Barbaro 8':39" Q2 (FG) 22yd Alinovi 2':20" Q2 (TD) 21yd pass from Zahradka Boni 5':33" Q3 (TD) 31yd pass from Zahradka Barbaro Q3 (pat) Barbaro 7':12" Q4 (FG) 19yd |            |                    |

#### Finale
| Krefeld 28 ottobre 2025 | Segnaposto | – | Segnaposto | Grotenburg Stadion |
| Haun 5':12" Q2 ( TD ) 9yd pass from Thury Schwarz Q2 ( pat ) Haun 4':37" Q3 ( TD ) 4yd pass from Thury Schwarz Q3 ( pat ) Bonatti 7':39" Q4 ( TD ) 11yd run Schwarz Q4 ( pat ) Haun 2':43" Q4 ( TD ) 35yd pass from Thury Schwarz Q4 ( pat ) Marcatori |            |   |            |                    |
| |            |   |            |                    |
| Haun 5':12" Q2 (TD) 9yd pass from Thury Schwarz Q2 (pat) Haun 4':37" Q3 (TD) 4yd pass from Thury Schwarz Q3 (pat) Bonatti 7':39" Q4 (TD) 11yd run Schwarz Q4 (pat) Haun 2':43" Q4 (TD) 35yd pass from Thury Schwarz Q4 (pat)                           | Marcatori  |   |            |                    |